# Chasseur de nazis

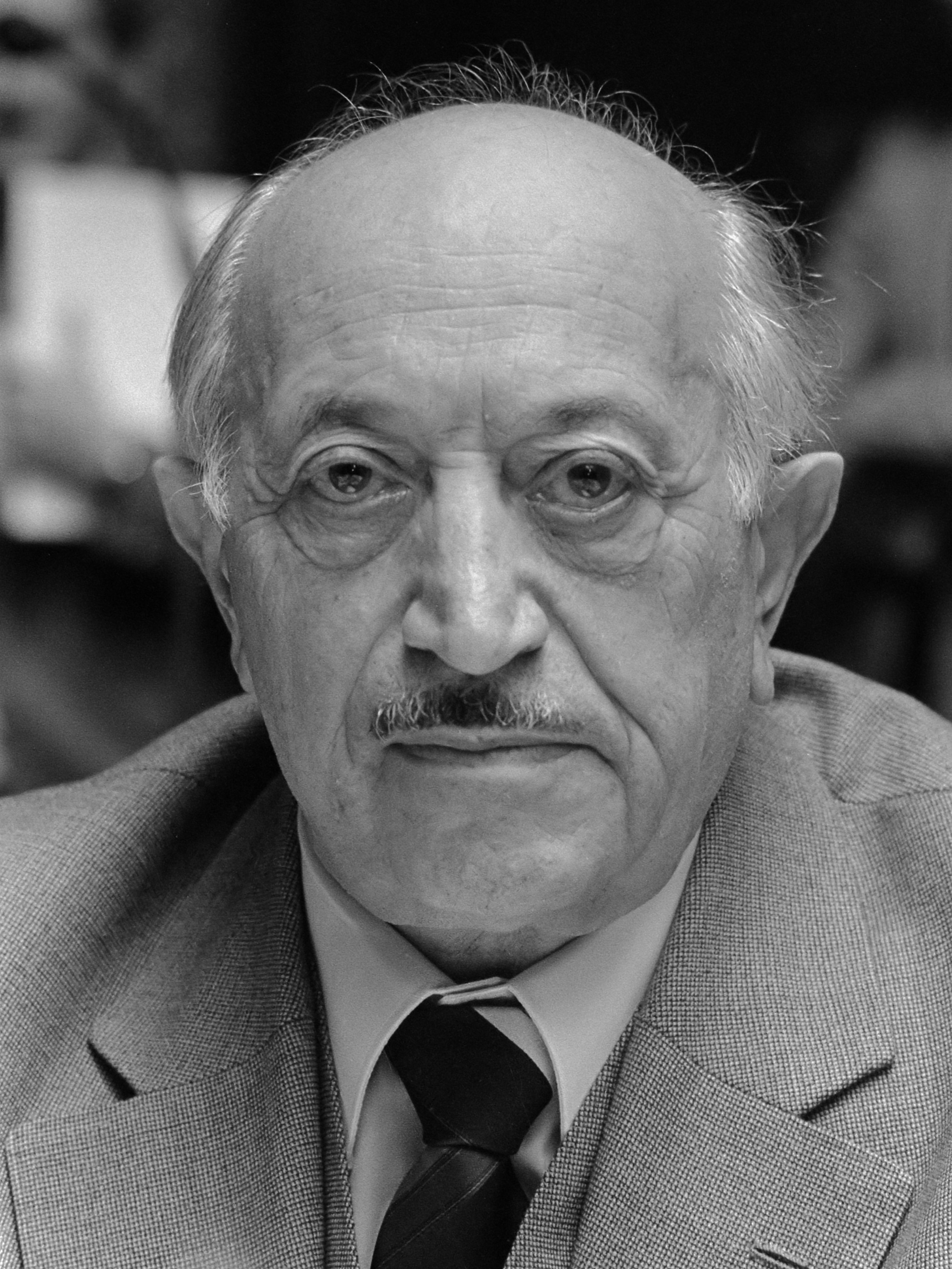
Simon Wiesenthal.

Un chasseur de nazis est un individu qui traque et recueille des informations sur d'anciens nazis, des membres des SS et des collaborateurs des nazis présumés impliqués dans la Shoah, généralement dans le but d'utiliser ces informations comme éléments à charge lors de procès pour crimes de guerre et crimes contre l'humanité. Parmi ces chasseurs de nazis sont notamment connus Simon Wiesenthal, Tuviah Friedman, Serge et Beate Klarsfeld, Ian Sayer (en), Yaron Svoray (en), Elliot Welles (en), Efraim Zuroff, Neal Sher.

## Histoire
Dès la fin de la Seconde Guerre mondiale et lors de la Guerre froide, aussi bien les Alliés occidentaux que l'URSS ont cherché à exfiltrer et recruter d'anciens scientifiques et techniciens nazis avec des programmes tels que l'opération Paperclip. Parallèlement se développent des réseaux d'exfiltration nazis qui permettent d'évacuer des criminels de guerre allemands et leurs familles vers le Moyen-Orient et l'Amérique latine.
En réponse, des chasseurs de nazis se sont mis à rechercher ces fugitifs, la traque étant effectuée par des individus seuls ou des organisations tel le Centre Simon-Wiesenthal. Les méthodes utilisées par ces chasseurs comprennent des offres de récompenses en échange d'informations, l'examen des dossiers d'immigration et militaires et le lancement de poursuites civiles et criminelles.
Dans les décennies suivantes, les chasseurs de nazis ont bénéficié d'une plus grande coopération avec les gouvernements occidentaux (à l'exception des pays du Bloc de l'Est ou du Canada), d'Amérique latine et de l'État d'Israël.
À la fin du XXe siècle, cette traque a diminué, parce que la plupart des nazis ayant eu de hautes responsabilités pendant l'Holocauste ont été arrêtés et jugés, sont morts ou âgés de plus de 90 ans, comme le montre la liste des criminels nazis les plus recherchés selon le Centre Simon-Wiesenthal qui a lancé en 2002 l'Opération Dernière Chance visant à traquer les anciens criminels nazis avant qu'ils ne meurent de vieillesse. Le Centre qui publie également une liste actualisée des criminels nazis (en) en fuite dans laquelle figure 3 000 noms en 2012, essentiellement des subalternes, reconnaît dans sa liste qu'une trentaine d'hommes seulement supposés encore vivants ont de grandes responsabilités. De plus, trop âgés, malades ou feignant de l'être, ces vieillards qui sont traqués et arrêtés parviennent souvent à échapper aux extraditions et aux procès.
Le Centre Simon-Wiesenthal publie annuellement un rapport sur le statut des criminels nazis avec une liste des plus recherchés.

## Principaux individus poursuivis et trouvés par les chasseurs de nazis
- Adolf Eichmann
- Klaus Barbie
- Josef Mengele (N'a jamais été retrouvé par la justice)
- Eduard Roschmann
- Erich Priebke
- Boļeslavs Maikovskis (en)
- Josef Schwammberger
- Dinko Šakić
- Gustav Wagner
- Paul Touvier
- Herberts Cukurs
- Kurt Lischka
- Franz Stangl
- Karl Frenzel
- Hermine Braunsteiner

### Filmographie
- La Traque des nazis de Isabelle  Clarke, France Télévisions Distribution, 2007, 2 DVD, 1h26  (EAN 3322069942204) : texte de Daniel Costelle